# Marina Yurlova

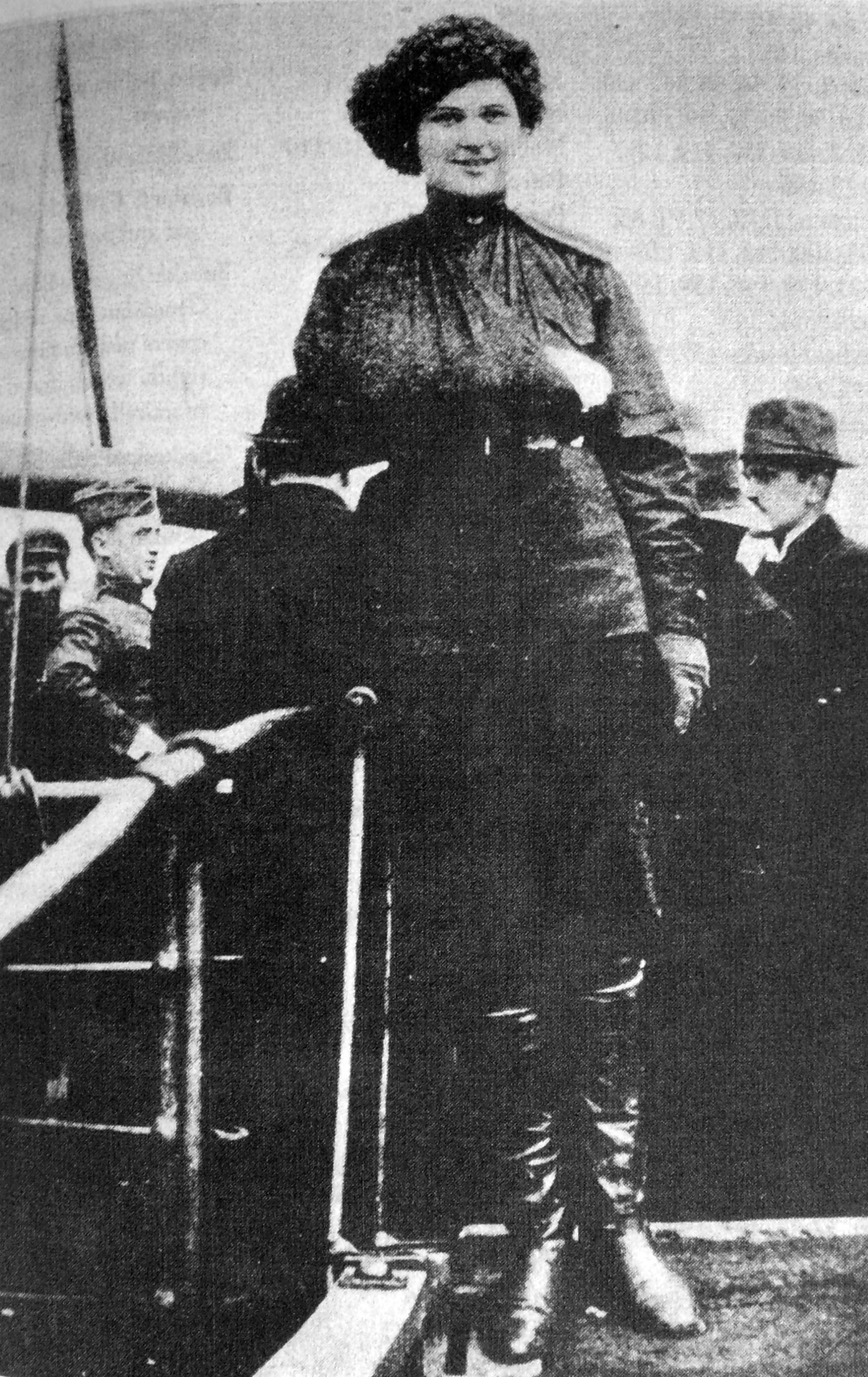
Das Bild soll die verwundete Marina Yurlova 1918 in Wladiwostok zeigen.

Marina Yurlova, russisch Марина Максимилиановна Юрлова ‚Marina Maximilianowna Jurlowa‘; (* 25. Februar 1900 in Rajewskaja bei Jekaterinodar; † April 1984 in New York) war eine Kosakin, im Ersten Weltkrieg diente sie in der Russischen Armee. 1917 erlebte sie die Oktoberrevolution und floh in die Vereinigten Staaten. Sie war zudem Schriftstellerin und Ausdruckstänzerin zu klassischer Musik. Ihre Autobiographie machte sie als „Kosakenmädchen“ bekannt, wurde aber auch als unglaubwürdig kritisiert.

## Leben
Nach dem Beginn des Ersten Weltkriegs suchte Yurlova erfolglos nach ihrem Vater, der als Oberst der Kosaken vom Kuban zum Kriegseinsatz gerufen worden war. Dazu bestieg sie einen Zug und fuhr mit einem Militärtross mit. Sie verschwieg ihre Herkunft und Verwandtschaft mit dem Oberst, da sie fürchtete, zurückgeschickt zu werden. Nach eigenen Angaben schloss sie sich im Alter von 14 Jahren einer Aufklärungseinheit des 3. Jekaterinodar Regiments der Kosaken an und beteiligte sich als Kindersoldatin an den Kampfhandlungen an der Kaukasusfront. Dort wurde sie mehrfach verwundet.
Sie half zunächst bei der Versorgung der Pferde der Kosaken. Als einer der Generäle Freiwillige für eine Brückensprengung suchte, meldete sich Yurlova, da sie den Wunsch hatte, direkt gegen den Feind zu kämpfen. Sie wurde tatsächlich einem Trupp für die Sprengung zugeteilt und im Verlauf dieser Operation erstmals verwundet. Wegen des sich ausbreitenden Wundbrands drohte ihr die Amputation eines Beines. Es kam jedoch nicht zu dieser Operation, und Yurlova wurde kuriert, ohne ihr Bein zu verlieren. Kurze Zeit später wurde ihr das Georgskreuz für ihren Einsatz verliehen.
Im Sommer 1917 diente Yurlova als Kraftfahrerin, um die kämpfende Truppe mit Nachschub zu versorgen. Die junge Kosakin hatte als Soldatin den Weltkrieg überlebt, in dem sie 1917 in Persien eine schwere Gehirnerschütterung erlitten hatte, als sie im Auftrag des Roten Kreuzes unterwegs war. Insgesamt wurde sie im Kriegsverlauf mit drei St.-Georgs-Kreuzen für Tapferkeit ausgezeichnet. Nach ihrer Genesung beteiligte sie sich mit den Tschechoslowakischen Legionen an den Kämpfen um Kasan gegen die Rote Armee. Hier wurde sie bei der Verteidigung einer Munitionsfabrik an der Schulter verwundet und während des Rückzugs aus Kasan am 10. und 11. September 1918 in einem Krankentransporter evakuiert. Sie kam in ein Krankenhaus in Omsk und konnte schließlich mit Hilfe eines tschechischen Offiziers im April 1919 dem russischen Bürgerkrieg und der drohenden Hinrichtung entkommen. Sie gelangte zunächst nach Wladiwostok und konnte anschließend auf einem Schiff Japan erreichen. Eine Krankenakte aus Wladiwostok bescheinigt, dass Yurlova aufgrund ihrer im Krieg erlittenen Verletzungen an einer traumatischen Neurose litt, die sich in hysterischen Anfällen und krampfhaften Muskelzuckungen sowohl in der rechten Hand als auch im Gesicht bemerkbar machten.

## Werke und Karriere als Tänzerin
Yurlova erlernte in Japan zunächst Japanisch und Tanzkunst. Anschließend siedelte sie in die Vereinigten Staaten über, wo sie sich zunächst in San Francisco aufhielt, ehe sie nach New York kam, wo sie in Manhattan lebte und als Stenotypistin arbeitete. Sie widmete sich der Arbeit an neuen Büchern und trat am Abend in Tanzveranstaltungen auf. Im Jahr 1934 begann sie ihre Erinnerungen in der Autobiografie Cossack Girl festzuhalten. Das Buch wurde in mehrere Sprachen übersetzt und ist unter anderem dänisch Kosakpigen oder japanisch 戦場の乙女 Senjō no otome erhältlich. Sie verfasste noch weitere Bücher sowie ein Theaterstück.
Yurlova wurde als Princess Marina Yurlova verehrt und trat bereits 1923 in San Francisco als viel beachtete Tänzerin auf. Sie war unter anderem im Sommer 1932 in Hollywoods Nachtclub „Playhouse Theatre“ oder bei Veranstaltungen der Open Air Ballet Company im Regent’s Park in London zu sehen.
Am 28. April 1935 hatte sie ihr Debüt in der New Yorker Town Hall mit der Aufführung spanischer Tänze in Begleitung des Pianisten James Quillian. Er spielte Werke von Isaac Albéniz, Manuel de Falla, Enrique Granados und Maurice Ravel. Dem Debüt folgten weitere Auftritte mit spanischen Tänzen in der Town Hall, die in der Form zwar als authentisch erschienen, in Stil und Temperament jedoch als fremdartig empfunden wurden, wie es für Ausländer unvermeidlich sei. Dennoch wurden sie vom Publikum mit Begeisterung aufgenommen. Yurlova trat in der Town Hall zunächst in einem Benefizkonzert zugunsten der Russian Refugee Children’s Welfare Association Inc. mit diesem Programm auf, in dem sie die „Fantasia Negra“ und den Tanz Nr. 7 „Valencia“ zur Musik von Granados, Tänze aus Kastilien oder die „Abancia“ zur Musik von Albéniz, den „Boléro“ von Ravel und „La Corrida“ von Joaquín Valverde darbot.
Yurlova verfasste unter dem Namen Marina M. Hyer Yurlova ein Theaterstück mit dem Titel The Mad Tzars (Die verrückten Zaren).

## Familiäres
Nicht genau geklärt ist Yurlovas Geburtsdatum. Sie selbst gab in ihren Autobiografien an, dass sie im Jahre 1914, als ihr Vater in den Krieg einberufen wurde, 14 Jahre alt gewesen sei. Daher wird angenommen, dass sie im Jahr 1900 geboren wurde, wie es beispielsweise im Buch Kleine Hände im Großen Krieg angegeben wird. Zu ihrem späteren Namen Marina Hyer sind ebenfalls Angaben vorhanden, die das Jahr 1900 als ihr Geburtsjahr nennen. Dem steht jedoch ein Bericht über ihren Aufenthalt in einem Altersheim gegenüber, in dem der Reporter John F. Burns der New York Times angab, dass Yurlova im Februar 1976 bereits ein Alter von 78 Jahren hatte, also mindestens zwei Jahre älter gewesen sein müsste.
Yurlova war mit dem Cinematographen William C. Hyer (* 1894) verheiratet und starb im Jahr 1984 in New York.

## Rezeption

### Zweifel an der Authentizität
Schon kurz nach dem Erscheinen von Cossack Girl gab es auch kritische Stimmen, die den Wahrheitsgehalt der Erzählungen anzweifelten. So erschien am 14. Februar 1934 der Artikel A Wonder of Wonders in The Brooklyn Daily Eagle, in dem ihre Worte offen angezweifelt wurden. Der Autor beschrieb dies mit den Worten:

“So we will have to take Marina Yurlova at her word in the manner of one who, once it has been accomplished, if ever, returns from Mars to tell us the canals are flowing with limpid rosewater between graven banks of chalcedony and lapis lazuli. To the Western mind her adventures are unthinkable, and therefore, are not, but alas for the Western mind, too often the East has made mock of our thoughts.”

„Also werden wir Marina Yurlovas Worten Glauben schenken müssen, so wie jemandem, der, sollte dies jemals gelingen, vom Mars zurückkehrt, um uns zu berichten, dass in den Marskanälen klares Rosenwasser zwischen tiefgeschnittenen Ufern aus Chalzedon und Lapislazuli fließt. Für einen Leser aus dem Westen sind ihre Abenteuer unvorstellbar, und eben deshalb sind sie es nicht, aber leider, für den Leser aus dem Westen, hat uns der Osten schon allzu oft vorgeführt.“

Dem Autor der Buchbesprechung in der New York Times fiel es ebenfalls nicht leicht, der Geschichte Glauben zu schenken:

“The publisher’s blurb assures the reader that this is a true story, an assurance that is much needed as its narrative advances from one incredible incident to another […].”

„Der Klappentext versichert dem Leser, es handele sich um eine wahre Geschichte. Eine Versicherung, derer es wahrlich bedarf, denn die Erzählung bewegt sich von einem unglaublichen Ereignis zum nächsten […].“

### Verbot und Verfilmung
Ihre erste Autobiografie „Kosak Maria“ fiel 1946 in der Sowjetischen Besatzungszone Deutschlands unter die „auszusondernde Literatur“ – Besitz und Lesen waren unter Strafandrohung verboten.
In den 2014 zum 100. Jahrestag des Beginns sowie 2018 zum Ende des Ersten Weltkrieges erstmals auf ARTE ausgestrahlten Doku-Drama-Serien 14 – Tagebücher des Ersten Weltkriegs und Krieg der Träume werden die Erlebnisse Yurlovas im Krieg episodisch dargestellt. Sie wurde dabei von der aus dem russischen Omsk stammenden deutschen Schauspielerin Natalia Witmer porträtiert.

## Schriften

Titelblatt von Kosak Maria. Erinnerungen einer Frontkämpferin aus Krieg und Revolution von 1937

- Cossack Girl. Macaulay, New York 1934, OCLC 1198632.
- Russia Farewell. Michael Joseph, London 1936, OCLC 504219701.
- The Only Woman. Macaulay, New York 1937, OCLC 2236944.
- Kosak Maria. Erinnerungen einer Frontkämpferin aus Krieg und Revolution. (aus dem Englischen von Joachim Barckhausen) Schützen-Verlag, Berlin 1937, OCLC 72396616.